# Ladyhawke
Ladyhawke — псевдоним музыкальной исполнительницы из Новой Зеландии, Филлипы Браун (Phillipa «Pip» Brown). Наиболее известными её треками считаются Paris Is Burning, My Delirium, Black White & Blue.

## Ранние годы
Филлипа Браун родилась в городке Мастертон в Новой Зеландии. Она родилась в семье музыкантов. Её мать поёт и играет на гитаре, а отчим — джазовый барабанщик. В детстве Филлипа была болезненным ребёнком. В десять лет у неё была обнаружена болезнь, которая типична для чаек и у людей она оставалась незамеченой в течение двадцати лет. У Филлипы была аллергия почти на все антибиотики, поэтому бороться с болезнью было практически невозможно. В конечном итоге была угроза комы. Филлипа находилась в шаге от смерти.
Вскоре у неё диагностировали синдром Аспергера. Всё своё детство Филлипа провела, слушая альбомы The Beatles и The Pretenders.
Во время учёбы в колледже, Филлипа играла в нескольких гранж-группах. После высшей школы она переехала из Мастертона в Веллингтон.

## Карьера

### Two Lane Blacktop
В Веллингтоне Браун создала группу Two Lane Blacktop вместе со своими друзьями — гитаристами. Она описала жанр группы так «будто Игги Поп и The Stooges встретили The Clash». Концерт группы в Нью-Йоркском клубе CBGB был решающим. Группа распалась по причине ухода из неё солиста и барабанщика.

### Teenager
Через некоторое время после переезда в Мельбурн, музыкант Ник Литтлмор, услышав о её приезде, сразу же предложил ей стать членом его новой группы под названием Teenager. Филлипе нравилось творчество Ника, поэтому она согласилась. Они играли в группе на протяжении двух лет. Их песня Pony была включена в саундтрек компьютерной игры Grand Theft Auto IV в 2008 году.